# Draaiorgel de Veronica

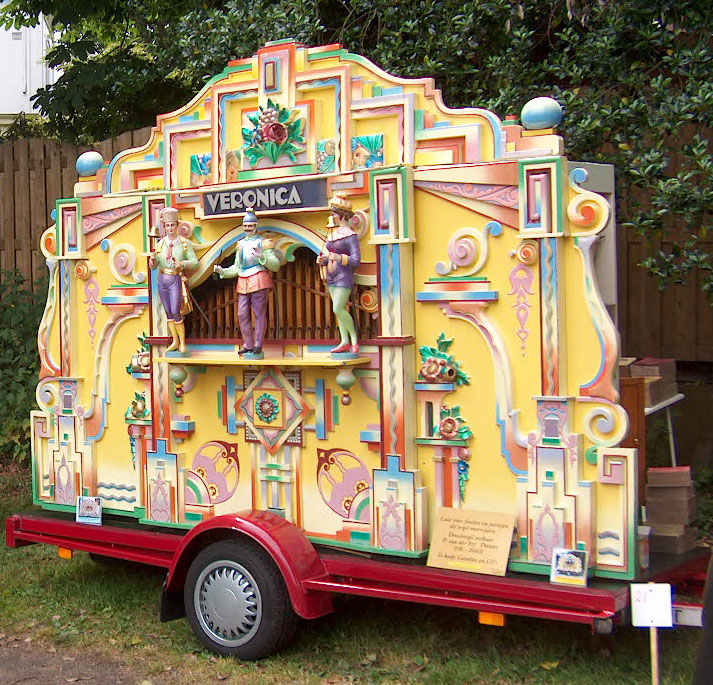
De Veronica tijdens een draaiorgelfestival in Haarlem

Draaiorgel de Veronica is een Nederlands straatorgel, dat vooral bekend is geworden door Radio Veronica.

## Levensloop
Het orgel werd tussen 1938 en 1953 gebouwd bij de orgelfabriek van Bursens in Hoboken. Tijdens de oorlog lag de bouw tijdelijk stil. Dries Neleman kocht het orgel in 1953 en bouwde het orgel verder af. Het front werd opgebouwd uit overblijfselen van een oud Mortierorgel.
In 1959 speelde het orgel een halfjaar op straat in Den Haag. Daarna speelde het orgel in de jaren zestig in de steden Breda en Tilburg.
In de jaren zeventig en tachtig is het orgel vaak naar Duitsland geweest, ter promotie van de Nederlandse Kaasunie.

## Radio Veronica
Begin jaren zestig werden er veel singles en lp's van dit orgel opgenomen. De nummers van De Heikrekels werden op orgel overgebracht. Dit alles werd gesponsord door Radio Veronica. Toen heeft het orgel deze naam gekregen. Voorheen heette het orgel namelijk De kleine beer.
Sinds 1965 is Pieter van der Erf eigenaar van het orgel; hij speelt er tegenwoordig mee in de omgeving van Arnhem.

## Dispositie
- Zang (22 toetsen): viool, jazzfluit
- Accompagnemententoetsen (14 toetsen)
- Bas- en hulpbastoetsen (8 toetsen)
- Slagwerk: grote trom, kleine trom, bekken.